# 盖贡
盖贡（法語：Guégon，法語發音：[ɡeɡɔ̃]）是法国莫尔比昂省的一个市镇，位于该省中北部略偏东，属于蓬蒂维区。

## 地理
盖贡（47°56'17"N, 2°33'53"W）面积53.52 平方千米，位于法国布列塔尼大區莫尔比昂省，该省份为法国西北部沿海省份，位于布列塔尼半岛南部，北起阿摩尔滨海省、西接菲尼斯泰尔省，南濒大西洋，东南接大西洋卢瓦尔省，东临伊勒-维莱讷省。
与盖贡接壤的市镇（或旧市镇、城区）包括：若斯兰、吉亚克、圣塞尔旺、克吕盖勒、盖埃诺、比莱翁、朗蒂亚克、普勒格里费特、福日德拉努埃。
盖贡的时区为UTC+01:00、UTC+02:00（夏令时）。

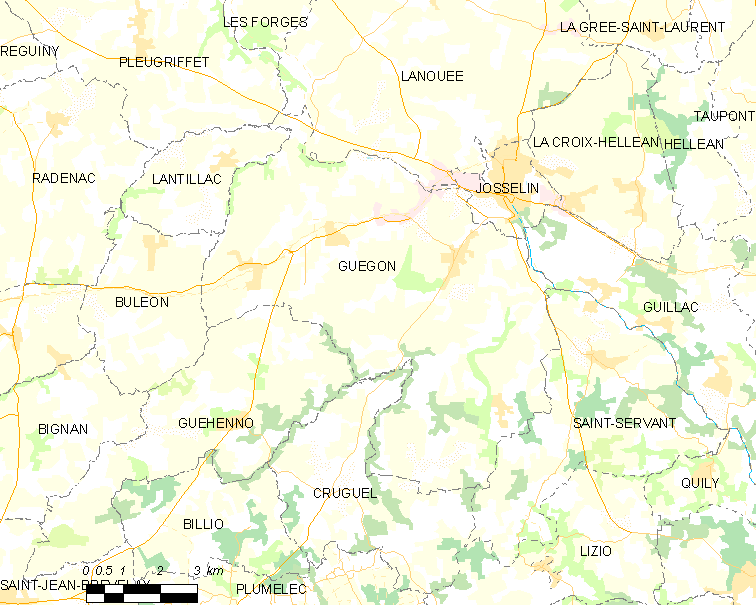
盖贡的OSM定位图

## 行政
盖贡的邮政编码为56120，INSEE市镇编码为56070。

## 政治
盖贡所属的省级选区为普洛埃梅勒县。

## 人口

1962-2008年间盖贡人口变化图示

盖贡于2022年1月1日时的人口数量为2308人。